# Oriol Roca Batalla
Oriol Roca Batalla (* 30. April 1993 in Barcelona) ist ein spanischer Tennisspieler.

## Karriere
Oriol Roca Batalla spielt hauptsächlich auf der ATP Challenger Tour und der ITF Future Tour. Er feierte bislang 11 Einzel- und 22 Doppelsiege auf der Future Tour. Auf der Challenger Tour gewann er bis jetzt die Doppelturniere in Kenitra im Jahr 2015 sowie in Sevilla im Jahr 2016. Auf der ATP World Tour bekam er erstmals 2015 in Barcelona eine Wildcard für ein Doppel-Hauptfeld, wo er an der Seite von Gerard Granollers in der ersten Runde auf die an zwei gesetzten Marcel Granollers und Marc López traf und glatt in zwei Sätzen verlor.
Zum 3. August 2015 durchbrach er erstmals die Top 200 der Weltrangliste im Einzel und seine höchste Platzierung war der 150. Rang im August 2024.

## Erfolge
| Legende (Anzahl der Siege)  |
| Grand Slam                  |
| ATP World Tour Finals       |
| ATP World Tour Masters 1000 |
| ATP World Tour 500          |
| ATP World Tour 250          |
| ATP Challenger Tour (10)    |

### Einzel

#### Turniersiege
| Nr. | Datum           | Turnier | Belag | Finalgegner    | Ergebnis      |
| --- | --------------- | ------- | ----- | -------------- | ------------- |
| 1.  | 1. Oktober 2023 | Braga   | Sand  | Duje Ajduković | 4:6, 6:1, 6:1 |
| 2.  | 18. Mai 2024    | Tunis   | Sand  | Valentin Royer | 7:65, 7:5     |

### Doppel

#### Turniersiege
| Nr. | Datum              | Turnier   | Belag | Partner           | Finalgegner                                 | Ergebnis           |
| --- | ------------------ | --------- | ----- | ----------------- | ------------------------------------------- | ------------------ |
| 1.  | 18. September 2015 | Kenitra   | Sand  | Gerard Granollers | Kevin Krawietz Maximilian Marterer          | 3:6, 7:64, [10:8]  |
| 2.  | 9. September 2016  | Sevilla   | Sand  | Íñigo Cervantes   | Ariel Behar Enrique López Pérez             | 6:2, 6:5 Aufgabe   |
| 3.  | 28. November 2020  | Lima      | Sand  | Íñigo Cervantes   | Collin Altamirano Witalij Satschko          | 6:3, 6:4           |
| 4.  | 9. April 2022      | Murcia    | Sand  | Íñigo Cervantes   | Pedro Cachín Martín Cuevas                  | 6:74, 7:64, [10:7] |
| 5.  | 2. Juli 2022       | Troyes    | Sand  | Íñigo Cervantes   | Thiago Agustín Tirante Juan Bautista Torres | 6:1, 6:2           |
| 6.  | 26. November 2022  | Valencia  | Sand  | Oleksij Krutych   | Ivan Sabanov Matej Sabanov                  | 6:3, 7:63          |
| 7.  | 3. Juni 2023       | Troisdorf | Sand  | Íñigo Cervantes   | Manuel Guinard Grégoire Jacq                | 6:2, 7:61          |
| 8.  | 6. April 2024      | Barcelona | Sand  | Daniel Rincón     | Jakob Schnaitter Mark Wallner               | 5:7, 6:4, [11:9]   |